# Pauline Frederick
Pauline Frederick (Boston, 12 augustus 1883 — Beverly Hills, 19 september 1938) was de artiestennaam van Pauline Beatrice Libby, een Amerikaans theater- en filmactrice. Frederick maakte naam in het theater en was al de dertig jaar gepasseerd toen ze succesvol werd in Hollywood. In de periode van de stomme film was ze een van de machtigste actrices in de filmindustrie.

## Biografie

### Theater
Frederick werd geboren als dochter van een welvarend koppel uit Boston. Over haar geboortedatum was de actrice niet geheel zeker. Ze vertelde in een interview dat 12 augustus de dag was waarop ze voor het laatst haar verjaardag had gevierd. Als kind was Frederick al geïnteresseerd in showbusiness. Geïnspireerd door het theater nam ze zanglessen en op 19-jarige leeftijd werd ze aangenomen bij de Boston Music Hall. Ze vertelde dat ze voor haar eerste optreden zeer nerveus was. Toen ze de draad te pakken kreeg, pakte ze haar koffers en ze verhuisde met haar moeder naar New York.
Frederick, toen nog bekend als Pauline Libby, veranderde haar achternaam naar 'Frederick'. Dit geheel tot ongenoegen van haar vader, die zijn dochter uit wraak uit zijn testament haalde. In New York begon Frederick als koormeisje, maar al snel debuteerde ze op Broadway. Haar eerste doorbraak kwam in 1904 toen ze, als understudy, de hoofdrolspeelster in de opera It Happened in Norland moest vervangen. Fredericks hart lag bij melodrama's en uiteindelijk koos ze er voor om de opera te verwaarlozen.
In 1908 raakte Frederick betrokken bij een ernstig auto-ongeluk. Later ontdekte ze dat ze als gevolg hiervan onvruchtbaar was geworden. Een jaar later trouwde ze met Frank Mills Andrews. Tijdens dit twee jaar durend huwelijk stopte ze met acteren. In 1913 verzekerde ze haar succes met de hoofdrol in het befaamd toneelstuk Joseph and His Brethren. Ze werd aangenomen de filmstudio Famous Players en maakte in 1915 haar filmdebuut in The Eternal City, een film die vlak voor het uitbreken van de Eerste Wereldoorlog werd opgenomen in Rome.

### Stomme film

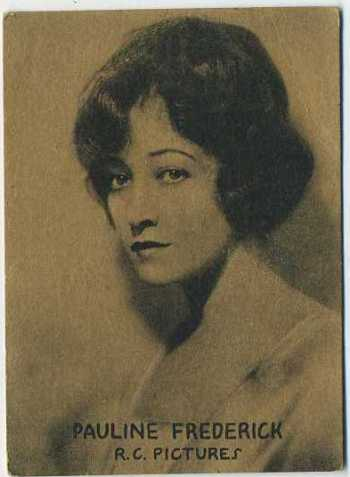
Frederick in 1921

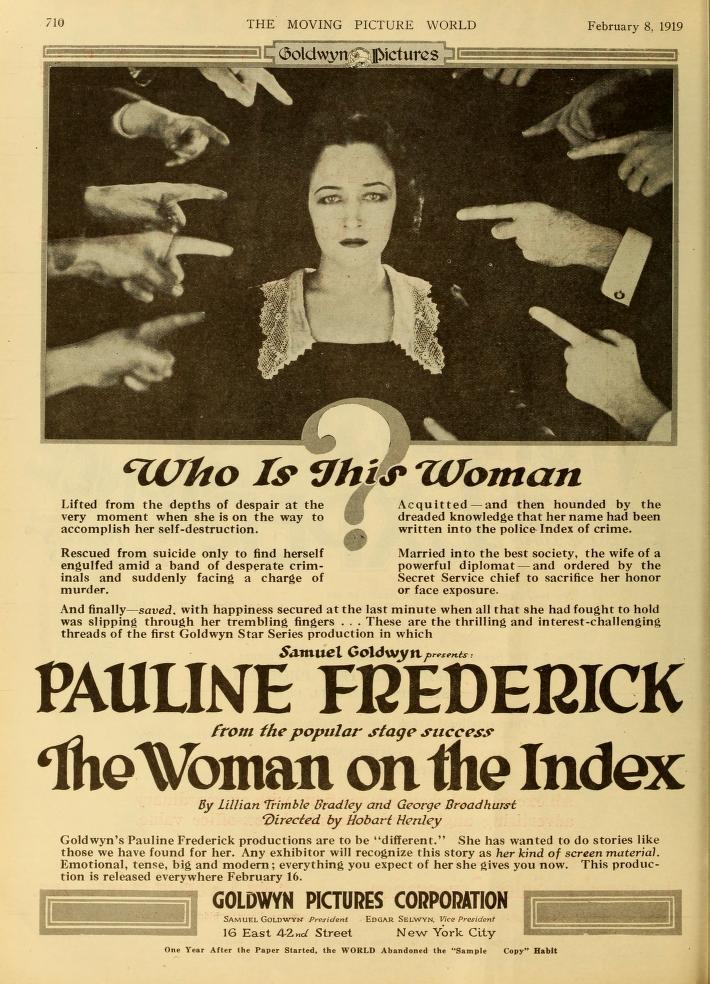
The Woman on the Index (1919)

Frederick zag de filmindustrie als een tijdelijk uitstapje, maar aangemoedigd door het succes van The Eternal City tekende ze een contract. Hoewel ze de 30 jaar al was gepasseerd, groeide ze uit tot een van de grootste sterren in de periode van de stomme film. Ze speelde voornamelijk verfijnde of veeleisende vrouwen met klasse en femme fatales. Op de set van Nannette of the Wilds (1916), de film die door critici werd omgedoopt tot de slechtste uit haar carrière, ontmoette ze acteur Willard Mack. Ze werden verliefd en trouwden in september 1917.
In 1919 tekende Frederick een contract bij Goldwyn Pictures. Critici waren het er over eens dat ze hier rollen werd toegewezen die geschikter voor haar waren. Het budget van de films waar ze bij werkte was groter en de films werden kwalitatief gezien beter ontvangen. Hoewel haar carrière op rolletjes liep, was haar privéleven een ramp. Mack was een gewelddadige alcoholist en drugsverslaafde, die regelmatig zijn vrouw mishandelde. In 1919 vroeg ze een scheiding aan.
Als gevolg van de relocatie van Goldwyn, verhuisde Frederick in 1920 naar Californië. Datzelfde jaar speelde ze in Madame X, de film waar ze het meest bekend mee is geworden. Ondanks het succes dat ze bij Goldwyn genoot, verliet ze de studio voor een contract bij Robertson-Cole, waar ze een vast salaris van $7.000 per week kreeg. Het was een misstap in haar carrière. De meeste films flopten en recensenten spraken er negatief over. In 1922 werd haar contract beëindigd en ze keerde terug naar het theater.
In 1924 werd ze aangenomen door de filmmaatschappij American Vitagraph Company, waar ze succes behaalde in films als Three Women (1924) en Smouldering Fires (1925). Ze werd een rolmodel en stijlicoon voor oudere vrouwen. Al na korte tijd verliet ze de studio om op tour te gaan. Na haar terugkeer wist ze niet meer zo succesvol te worden als voorheen, maar de filmrollen bleven binnenkomen.

### Geluidsfilm
In 1927 werd in Hollywood de eerste geluidsfilm uitgebracht, met revolutionair succes. In 1928 werd Fredericks eerste geluidsfilm On Trial (1928) uitgebracht. Haar stem werd slecht ontvangen, maar filmhistorici wijtten dit aan de slechte geluidstechnieken. De technologische vooruitgang ging in vlot tempo en uiteindelijk wist de actrice een goede overgang te maken naar het nieuwe filmmedium. Desondanks verloor Frederick haar aanzien. Acteurs werden massaal ingeruild voor nieuw talent. Zo ook Frederick, die met moeite filmrollen wist te krijgen.
In de jaren 30 onderging Frederick de ene tegenslag na de andere. Ze probeerde terug te keren naar het theater, maar door de Grote Depressie had ze moeite met het krijgen van rollen. Ze was in meerdere kortdurende huwelijken en in het najaar van 1934 overleed haar vijfde man, Joseph Marmon aan kanker. Ondertussen nam ze de zorg van haar moeder op zich, wier gezondheid ernstig achteruitging. Na haar laatste theateroptreden in New York in 1936 keerde ze terug naar Hollywood.
Haar moeder overleed in februari 1938 en Frederick kreeg last van ernstige astma-aanvallen. Ze herstelde hier niet van en overleefd in september 1938 op 55-jarige leeftijd.